# 저분자량 헤파린
저분자량 헤파린(low-molecular-weight heparin, LMWH)은 항응고제에 속하는 한 약물 클래스이다. 혈전의 생성을 예방하고 정맥혈전색전증(심부정맥혈전증, 폐색전증), 심근경색의 치료에 사용된다.
헤파린은 자연에 본래 존재하며, 혈전을 만드는 과정인 혈액응고를 억제하는 단백질이다. 자연의 헤파린은 다양한 분자량을 가지는 다양한 길이의 분자 사슬로 구성되어 있다. 5,000~40,000Da의 다양한 분자량을 가지는 사슬들이 여러 가지 종류의 헤파린을 구성한다. 반면 저분자량 헤파린은 짧은 다당류 사슬들로만 이루어져 있다. 저분자량 헤파린은 헤파린 염의 평균 분자량이 8,000Da 미만이며 모든 사슬 중에서 최소 60%의 분자량이 8,000Da 미만인 헤파린으로 정의된다. 중합체 상태인 헤파린의 분획이나 해중합 등 여러 가지 방법을 통해 저분자량 헤파린을 얻을 수 있다.
자연적인 경로, 주로 돼지의 장이나 소의 폐에서 얻은 헤파린을 혈전증의 예방 목적으로 투여할 수 있다. 그러나 자연 상태의 헤파린이나 미분획 헤파린의 효과는 저분자량 헤파린보다 예측하기 어렵다.

## 의학적 사용
피하 투여가 가능하고 aPTT 모니터링이 불필요하기 때문에, 이전에 미분획 헤파린을 투여할 때에 반드시 입원이 필요했던 것과 달리 저분자량 헤파린은 외래 환자에게 심부정맥혈전증이나 폐색전증 치료 목적으로 처방이 가능하다.
또한 저분자량 헤파린은 그 약동학과 항응고 효과가 보다 예측하기 용이하기 때문에 대량의 폐색전증 또는 심부정맥혈전증 환자의 최초 치료에서 미분획 헤파린보다 사용이 권장된다. 위약(플라시보) 군이나 조치를 취하지 않은 군과 비교했을 때, 입원한 환자에서 예방적으로 저분자량 헤파린이나 유사한 항응고제를 사용할 시 정맥색전혈전증, 특히 폐색전증의 위험을 줄일 수 있다.
또한 급성 관상동맥 증후군에서 항응고제로서 경피적 관상동맥 중재술(PCI)로 투여할 수 있다는 보고도 있다.
암 환자는 정맥혈전색전증의 발생 위험이 높으며, 이때 저분자량 헤파린이 이 위험을 줄여줄 수 있다. 악성 종양과 급성 정맥혈전색전증이 동반된 환자에서 달테파린이 와파린보다 재발성 색전 발생을 막는 데에 효과적이라는 것을 밝힌 연구가 있다. 장기간 치료 중 첫 3~6개월 동안 암 환자에서 저분자량 헤파린을 사용하는 것이 여러 임상진료지침에서 권장되며 치료의 표준으로 여겨지고 있다.

## 금기증과 부작용
저분자량 헤파린, 헤파린, 아황산염, 벤질 알코올에 알레르기가 있는 환자, 현재 주요 출혈이 있는 환자, 헤파린 유도 저혈소판증의 병력이 있는 환자에서는 저분자량 헤파린의 사용을 피해야 한다. 한편 뇌나 위장관 등의 급성 출혈은 고용량 치료의 금기증이다. 저분자량 헤파린은 배설에 있어서 미분획 헤파린보다도 콩팥에 더 의존적인데, 따라서 신부전 환자에서는 저분자량 헤파린의 생물학적 반감기가 길어질 수 있다. 따라서 크레아티닌 청소율(CrCl)이 30mL/min보다 작은 환자에서는 저분자량 헤파린을 사용하지 않는다. 단, 이런 경우 저분자량 헤파린 대신 미분획 헤파린을 사용하는 방법 외에도, 치료 시 저분자량 헤파린의 투여량을 줄이거나 항-Xa 활성을 모니터링하는 것도 가능하다.
가장 흔한 부작용에는 출혈, 알레르기 반응, 주사부위반응, 대부분 증상이 없는 간기능검사에서 효소 수치의 증가가 있다. 헤파린과 저분자량 헤파린을 사용했을 때 혈소판감소증이 나타나기도 하는데, 이러한 합병증을 헤파린 유도 저혈소판증이라고 한다. 헤파린 유도 저혈소판증은 두 형태가 알려져 있는데, 1형은 면역 반응에 의해 매개되지 않는 가역적인 형태이며 2형은 보다 드물지만 면역 반응에 의해 매개되는 중증 질환이다. 2형 헤파린 유도 저혈소판증은 헤파린과 혈소판인자 4(PF4) 간의 복합체를 인식하는 자가항체가 만들어지며 발생하며, 따라서 혈전성 합병증과도 연관되어 있다. 발생률은 추정하기 어려우나 미분획 헤파린을 투여 받은 환자의 5%, 저분자량 헤파린을 투여 받은 환자의 1%에 이를 수도 있다고 추정된다.

## 작용 기전
혈액응고 연쇄반응은 혈관 손상으로 인해 많은 양의 혈액이 소실되거나 출혈이 멈추지 않도록 막는 정상적인 생리 반응이다. 그러나 혈액응고로 인해 원치 않은 혈전, 즉 피딱지가 만들어지는 경우가 있다. 예를 들어 오랜 기간 동안 움직이지 못하는 사람, 수술을 받았거나 암에 걸린 환자에서는 혈전의 생성 위험이 높아져 심각한 위해가 될 수 있다.
혈액응고 연쇄반응은 단백질분해효소가 작용하여 반응물을 잘라내고, 그 결과 다음의 단백질분해효소가 활성화되는 방식으로 여러 단계의 반응이 연쇄적으로 발생한다. 각 단백질분해효소가 여러 개의 다음 단백질분해효소 분자들을 활성화시킬 수 있기 때문에, 이 생물학적 연쇄반응의 강도는 단계가 지날수록 점차 강화된다. 이러한 연쇄반응은 수용성 단백질인 피브리노겐이 불용성 물질인 피브린으로 변환되면서 끝난다. 피브린과 혈소판은 함께 안정적인 구조물인 혈전을 만든다.
세린단백질분해효소 억제 물질인 안티트롬빈(AT)은 응고반응에 관여하는 단백질분해효소들을 억제하는 주된 혈장의 단백질이다. 저분자량 헤파린은 오당류 서열을 통해 안티트롬빈에 결합하여 혈액응고 과정을 억제한다. 저분자량 헤파린이 안티트롬빈에 결합하면 안티트롬빈의 형태가 변화하며, 활성화된 X인자(Xa인자)를 억제하는 속도가 올라간다. 이후 안티트롬빈에서 해리되어 떨어져 나온 저분자량 헤파린은 다시 다른 안티트롬빈 분자에 결합할 수 있게 되며 더 많은 Xa인자를 억제하게 된다. 헤파린에 의해 활성화된 안티트롬빈과 달리, 저분자량 헤파린에 의해 활성화된 안티트롬빈은 트롬빈(IIa인자)을 억제하지 못하고 오직 Xa인자만 억제할 수 있다.
저분자량 헤파린의 효과는 부분 트롬보플라스틴 시간(PTT)이나 활성화 응고 시간(ACT) 검사로는 제대로 측정할 수 없다. 대신 저분자량 헤파린 치료는 응고 시간보다는 항-Xa인자 활성 검사를 통해 모니터링한다. 항-Xa 활성 검사는 환자의 혈장을 이미 양을 알고 있는 추가적인 재조합 X인자와 안티트롬빈에 첨가해 보는 것이다. 만일 헤파린이나 저분자량 헤파린이 환자의 혈장에 존재한다면 안티트롬빈에 결합하여 X인자와 복합체를 이루고, 그 결과 X인자가 Xa인자로 변환되는 것을 억제할 것이다. 남은 Xa인자의 양은 혈장 내 헤파린 또는 저분자량 헤파린의 양에 반비례한다. 남은 Xa인자의 양은 Xa인자의 자연적인 기질을 모방하는, 색소를 만드는 기질을 첨가하여 측정할 수 있다. 그러면 남은 Xa인자는 색소를 생산하는 기질을 절단하고, 색소가 방출되며 분광광도계로 측정할 수 있게 된다. 환자가 안티트롬빈 결핍증이 있어도 검사 결과에는 영향이 없는데, 이는 추가적인 안티트롬빈이 반응에 투입되기 때문이다. 결괏값은 Xa인자의 units/mL 단위로 주어지는데, 높은 값이 나온 경우 혈장 표본의 항응고 수준이 높다는 것이고 낮은 값은 항응고 수준이 낮다는 것을 뜻한다.
저분자량 헤파린은 70 units/mL보다 큰 항-Xa 활성을 보이며, 항-Xa 활성:항-트롬빈 활성의 비율이 1.5보다 크다. 아래 표를 참고.
| LMWH       | 평균 분자량 | 항-Xa/항-IIa 활성 비율 |
| ---------- | ----------- | ---------------------- |
| 베미파린   | 3600        | 9.7                    |
| 나드로파린 | 4300        | 3.3                    |
| 레비파린   | 4400        | 4.2                    |
| 에녹사파린 | 4500        | 3.9                    |
| 파르나파린 | 5000        | 2.3                    |
| 세르토파린 | 5400        | 2.4                    |
| 달테파린   | 6000        | 2.5                    |
| 틴자파린   | 6500        | 1.6                    |

표 1. 이용 가능한 저분자량 헤파린 상품들의 분자량과 항응고 활성 데이터. "Gray  E et al. 2008"에서 수정됨.